# Tat'jana Napalkova
Tat'jana Vadimovna Černjavskaja, coniugata Napalkova (in russo Татьяна Вадимовна Чернявская-Напалкова?; 11 aprile 1965), è un'ex schermitrice sovietica, vincitrice di una medaglia d'argento ai campionati mondiali di scherma.